# 6149 Пельчак
6149 Пельчак (6149 Pelčák) — астероїд головного поясу, відкритий 25 вересня 1979 року.
Тіссеранів параметр щодо Юпітера — 3,505.